# Madame de La Guette
Madame de La Guette, nom de plume de Catherine Meurdrac, née le 20 février 1613 à Mandres-les-Roses et morte vers 1681, est une écrivaine française. 
Elle est connue pour ses Mémoires publiés en 1681.

## Biographie

### Famille
Catherine Meurdrac est la fille de Vincent Meurdrac (ou Meurdrat), un notaire et greffier à Mandres-les-Roses de 1595 à sa mort le 24 septembre 1650, et d'Élisabeth Dovet, morte dans cette même ville en octobre 1636.
Célestin Moreau, éditeur des Mémoires de Madame de La Guette écrit en 1859 : « Le nom patronymique du père de Madame de La Guette n'est presque jamais écrit « Meurdrac ». Le nom de la famille du Cotentin à laquelle se rattache avec orgueil Madame de La Guette est bien « Meurdrac » au contraire ».
Elle est la sœur de Marie Meurdrac (1610-1680), chimiste française qui appartenait à la bourgeoisie aisée.

### LesMémoires
Dans ses Mémoires, Madame de La Guette raconte sa vie de femme mariée, contre la volonté de son père, à un officier des armées royales, très souvent absent de leur domaine de Sucy-en-Brie en raison des guerres étrangères, et dont elle a dix enfants. Les troubles de la Fronde et le ralliement de son mari au camp des frondeurs compliquent encore sa vie. Ils lui valent une traversée romanesque de la France pour tenter de rallier au roi les frondeurs de Bordeaux, où se trouve son mari. En l'absence de celui-ci, il lui a fallu faire face à des violences sexuelles commises par des troupes de passage contre des femmes et des filles de la ville : elle tente d'obtenir que les soldats ne logent que chez elle, avant d'insister auprès des officiers pour que des soldats effectivement coupables de telles violences soient sanctionnés. L'échec final de cette tentative, par l'effet d'un double jeu de Mazarin, puis la défaite de la Fronde donnent beaucoup d'amertume à ce guerrier, qui meurt en 1665.
En 1671, année où Madame de Sévigné l'évoque dans une de ses lettres, Madame de La Guette finit par se rendre à Gand avec son fils aîné, qui combat pour le prince d'Orange, et qui est tué à Maastricht en 1676.
Les Mémoires portent une attention remarquable à la vie quotidienne et, en particulier, à la charge d'être une mère. On y lit comment une femme du XVIIe siècle a pu affronter, essentiellement seule, les difficultés pratiques d'une époque troublée. On y lit surtout comment Madame de la Guette parvient à pratiquer une écriture assez libre pour exprimer une subjectivité active.

#### Extraits desMémoires
« Ce n'est pas une chose fort extraordinaire de voir les histoires des hommes qui, par leurs beaux faits ou par leurs vertus éminentes, se sont rendus recommandables à la postérité, ou qui ont été élevés ou abaissés selon les caprices de la fortune ; mais il se trouve peu de femmes qui s'avisent de mettre au jour ce qui leur est arrivé dans leur vie. Je serai de ce petit nombre ; et pour commencer l'histoire de ma vie, je dirai que je suis fille d'un homme qui avait l'estime et l'approbation de toute la noblesse de son pays, et même de quelques princes qui lui faisaient l'honneur de le considérer.  C'était un des beaux esprits de son temps et beaucoup recherché pour son bon conseil, parce qu'il était universel […] »

« Je me trouvai fort contente chez mon mari. Nous nous divertissions agréablement; nous montions à cheval tous les jours pour aller à la chasse ou pour voir la noblesse du voisinage, qui me recevait de la manière du monde la plus obligeante. Toutes ces douceurs ne durèrent pas longtemps, parce que mon mari fut obligé de s'en retourner à l'armée. C'était la campagne du siège de Spire en Allemagne. Notre séparation fut rude ; car je puis dire qu'il m'aimait d'une façon tout extraordinaire et que j'en étais idolâtre. J'eus le temps pour cette première fois de verser des larmes à mon aise et de faire la femme au préjudice de ces nobles inclinations, et de cette fermeté d'âme qui m'était si naturelle, et qui me faisait même avoir de l'aversion pour celles de mon sexe qui ont trop de mollesse. En effet, j'ai toujours été d'une humeur plus portée à la guerre qu'aux exercices tranquilles de mettre le poules à couver et de filer la quenouille, quoique l'on dise qu'une femme ne doit savoir que cela. »

#### Éditions desMémoires
- Mémoires de Madame de La Guette, escrits par elle-mesme, La Haye, Adrian Moetjen, 1681 (lire en ligne).
- Célestin Moreau (éditeur scientifique), Mémoires de Madame de La Guette, Paris, P. Jannet, 1856 (lire sur Wikisource, lire en ligne).
- Pierre Viguié (éditeur scientifique), Mémoires de Madame de La Guette, Paris, Henri Jonquières, coll. « Les hommes, les faits et les mœurs », 1929.
- Micheline Cuénin (éditrice scientifique), Mémoires de Madame de La Guette (1613-1676) écrits par elle-même, Paris, Mercure de France, coll. « Le Temps retrouvé », 1982, 214 p. (ISBN 2-7152-2386-2).